# Tarasca
A tarasca (do francês tarasque, topónimo da localidade de Tarascon, na Provença, França) é uma criatura lendária cuja origem remonta à hagiografia de Santa Marta. 
Desde 2005 que as festas da Tarasca em Tarascon estão classificadas pela UNESCO como Património Oral e Imaterial da Humanidade, e desde 2008 que integram a sua lista representativa, sob a designação "Gigantes e dragões de procissões da Bélgica e França"

## Lenda

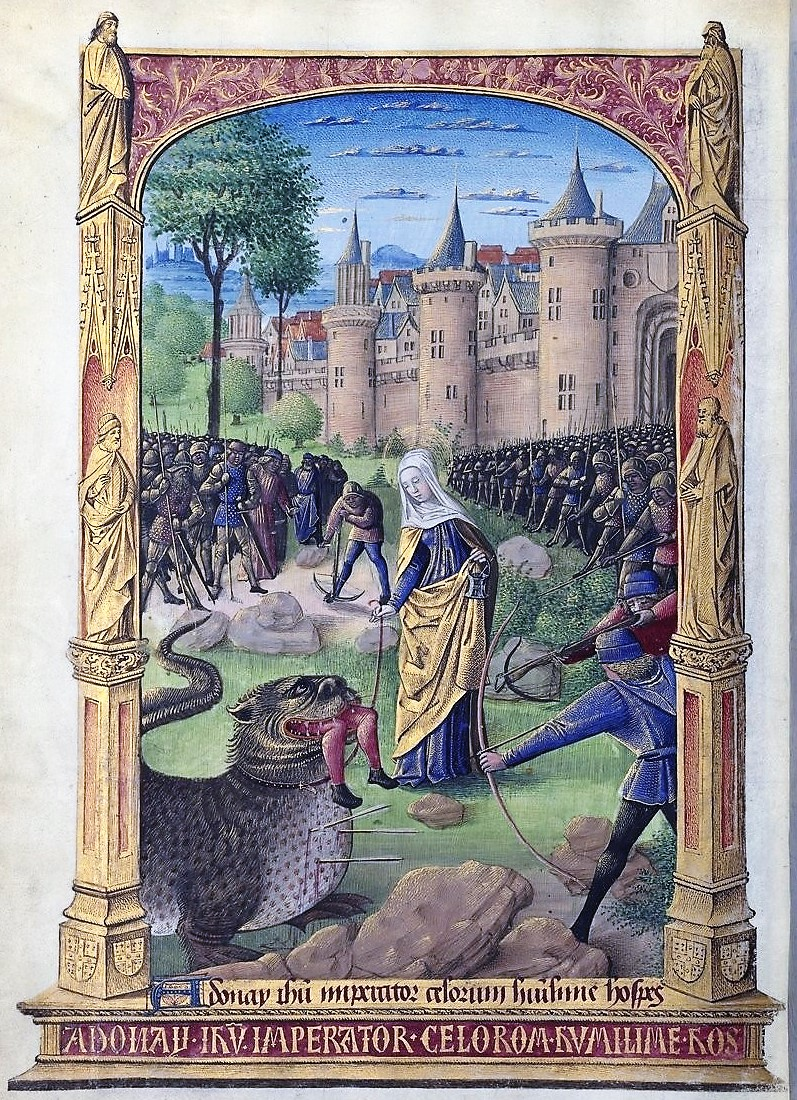
Retratação medieval de Santa Marta domando a tarasca

Segundo conta a lenda, esta criatura habitava em Tarascon, na Provença, e devastava o território em redor. Descreve-se como uma espécie de dragão com seis curtas patas parecidas às de um urso, um torso similar ao de um boi com uma carapaça de tartaruga às costas e uma escamosa cauda que terminava num aguilhão de escorpião. A cabeça era descrita como a de um leão com orelhas de cavalo e uma desagradável expressão.
O rei de Tarascon tinha atacado sem êxito a Tarasca com todas as suas fileiras e arsenal, mas Santa Marta encantou a besta com as suas artes, e voltou à cidade com a besta domada. Os habitantes aterrorizados atacaram a criatura ao cair da noite, e esta morreu aí mesmo sem oferecer resistência. Santa Marta, então, fez um sermão às gentes e converteu muitos ao cristianismo.
A figura da Tarasca é usada nas procissões da festa de Corpus Christi de várias cidades espanholas, como Valência e Granada.